# Haim Silvas
Haim Silvas (in ebraico חיים סילבס‎?; Haifa, 21 novembre 1975) è un allenatore di calcio ed ex calciatore israeliano, di ruolo centrocampista, tecnico dell'Hapoel Haifa.

## Palmarès

### Giocatore

#### Competizioni nazionali
- Campionato israeliano: 1

Maccabi Haifa: 1993-1994
- Coppa d'Israele: 2

Maccabi Haifa: 1992-1993, 1994-1995
- Coppa Toto: 1

Maccabi Haifa: 1993-1994